# شاه‌ماهی زردباله
شاه‌ماهی زردباله (نام علمی: Pliosteostoma lutipinnis) نام یک گونه از تیره شگ‌ماهیان است.